# Ruellia dissitifolia
Ruellia dissitifolia là một loài thực vật có hoa trong họ Ô rô. Loài này được (Nees) Lindau miêu tả khoa học đầu tiên năm 1877.